# 1964 US Albums in Mono
1964 US Albums in Mono ist eine limitierte Boxset-Zusammenstellung von Monoaufnahmen der britischen Musikgruppe The Beatles. Die Box enthält sieben US-amerikanischen Monoalben, die zwischen 1964 und 1965 veröffentlicht wurden.

## Vorgeschichte

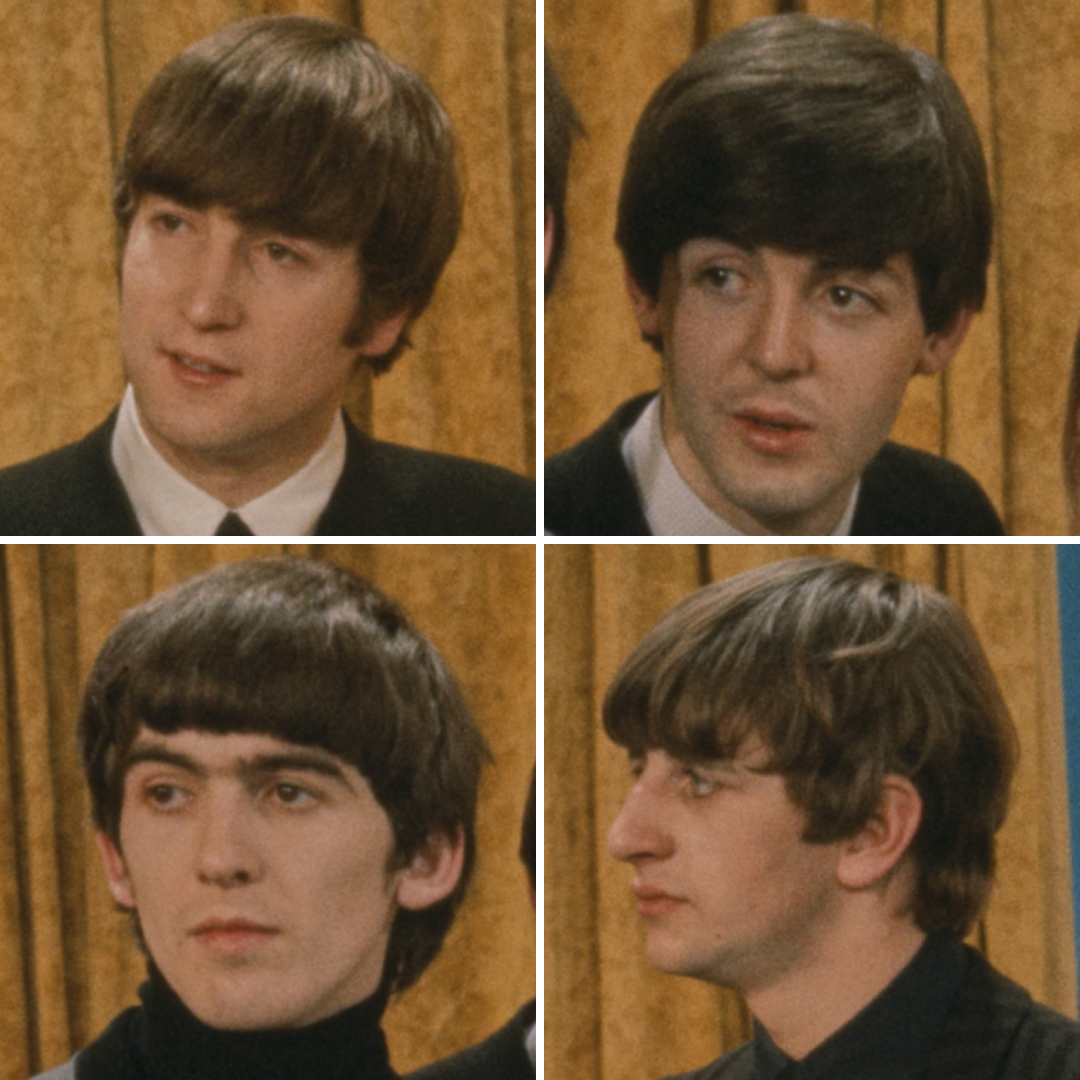
The Beatles, 1964

Das Logo von Capitol Records

Nachdem Capitol Records das Angebot ausgeschlagen hatte, die EMI-Vertriebsrechte für die USA für die Beatles zu übernehmen, schloss Vee-Jay Records, einen Vertrag mit den Beatles, der aber anfänglich zu keinem kommerziellen Erfolg führte.
Im Dezember 1963 unterzeichnete Brian Epstein, der Manager der Beatles, einen Plattenvertrag mit Capitol Records für zukünftige Beatlesveröffentlichungen. Am 26. Dezember 1963 erschien dann mit I Want to Hold Your Hand / I Saw Her Standing There die erste Single der Beatles bei Capitol Records. Die Single stieg am 18. Januar 1964 auf Platz 45 in die Billboard Hot 100 ein. Zwei Wochen später führte I Want to Hold Your Hand die Charts an. Es war der kommerzielle Durchbruch der Beatles in den USA. Am 10. Januar 1964 erschien in den USA das Album Introducing… The Beatles von Vee-Jay Records, zehn Tage später das Album Meet the Beatles!. Schon am 10. April 1964 folgte das dritte Album The Beatles’ Second Album, das aus der Sicht von Capitol Records das zweite Album der Beatles war.
Während in Großbritannien das Albumformat 14 Lieder umfassen konnte, waren in den USA zwölf oder weniger Lieder die Regel für ein Album. Weiterhin wurden in den USA erfolgreiche Singles der Beatles auf den Studioalben, im Gegensatz zu Großbritannien, hinzugefügt, sodass eine Anzahl von Liedern übrig blieb, die dann für „neue“ Alben verwendet wurde. Capitol Records begann ab The Beatles’ Second Album statt zwölf nur elf Lieder auf ihren Beatles-Kompilationsalben zu veröffentlichen, um Lizenzgebühren zu sparen.
Es folgte am 26. Juni 1964 noch A Hard Day’s Night, es enthält nur Musik aus dem gleichnamigen Film. Da United Artists den ersten Film der Beatles finanziert hatte, bekam die Filmgesellschaft für die USA auch das Recht den Soundtrack zu vertreiben, sodass die sieben Lieder der Seite eins des britischen Originalalbums sowie der Titel I’ll Cry Instead verwendet wurde. Es war Capitol Records erlaubt, Lieder des Albums A Hard Day’s Night auf ihren eigenen Alben zu veröffentlichen, so lange sie es nicht als Soundtrackalbum vermarkteten, so wurde am 20. Juli 1964 das Album Something New veröffentlicht. Capitol Records entschied sich kurz vor Weihnachten des Jahres 1964 mit Beatles ’65 , ein weiteres eigenständiges Album zu veröffentlichen, das im Wesentlichen auf dem britischen Album Beatles for Sale basiert.
Insgesamt erschienen in den USA im Jahr 1964 einschließlich des Dokumentationsalbums The Beatles’ Story sechs Alben der Beatles, die von Capitol Records veröffentlicht wurden.
Am 22. März 1965 erschien ein Ersatz für das Album Introducing… The Beatles, mit dem Titel The Early Beatles , da Vee-Jay Records aus rechtlichen Gründen nur bis zum 15. Oktober 1964 Beatles-Platten veröffentlichen durfte.

## Entstehung und Abmischungen
Am 22. November 2024 wurde die Box 1964 US Albums in Mono anlässlich des 60-jährigen Jubiläums des erstmaligen Besuchs der Beatles in den USA veröffentlicht. Die Box enthält folgende sieben individuellen US-amerikanischen-Mono-Alben:
- Meet the Beatles! (1964)
- The Beatles’ Second Album (1964)
- A Hard Day’s Night (Soundtrack) (1964)
- Something New (1964)
- The Beatles’ Story (1964)
- Beatles ’65 (1964)
- The Early Beatles (1965)

Einige der Original-Abmischungen wurden in den 1960er Jahren durch Dave Dexter Jr. veranlasst, der auch als weiterer Produzent bei den Alben Something New und Beatles ’65  aufgeführt wurde. Wie in Großbritannien wurden auch in den USA die ersten Beatlesalben in Stereo- und Monoabmischungen vertrieben. Bei den angeführten US-Monoalben wurden oft nicht die originären britischen Monoabmischungen verwendet, sondern eigenständige Abmischungen hergestellt:
- Meet the Beatles!:
  - Die Monoversion ist die heruntergemischte britische Stereoversion. I Want to Hold Your Hand und This Boy sind die originalen britischen Monomixe.
- The Beatles’ Second Album
  - Die Monoversion ist teilweise die heruntergemischte britische Stereoversion. Für das Lied You Can’t Do That fertigte George Martin eine Mono-Abmischung für US-Veröffentlichungen an. Für Long Tall Sally und I Call Your Name wurden frühe Mono- und Stereoabmischungen verwendet.[2] Für Money (That’s What I Want) wurde ein neuer Monomix angefertigt.[3] Die Lieder I’ll Get You und She Loves You sind die originalen britischen Monoversionen.
- A Hard Day’s Night (Soundtrack):
  - Die Monoversion des Liedes And I Love Her enthält ebenfalls eine andere Abmischung ohne gedoppelten Gesang, Any Time at All (das Klavier wurde in den Hintergrund gemischt) und When I Get Home (das Klavier wurde in den Vordergrund gemischt) haben ebenfalls andere Abmischungen. I’ll Cry Instead ist 20 Sekunden länger als die britische Version. Die übrigen Lieder haben die britischen Monoversionen.
- Something New:
  - Das Album hat teilweise eigenständige Monoabmischungen der Lieder Any Time at All (das Klavier wurde in den Hintergrund gemischt), When I Get Home (das Klavier wurde in den Vordergrund gemischt) und And I Love Her (einfacher und nicht gedoppelter Gesang). I’ll Cry Instead wurde in den USA in einer um knapp 20 Sekunden verlängerten Version auf der Monoversion des Albums Something New veröffentlicht. Die restlichen Monoversionen sind die originalen britischen Monoabmischungen.
- Beatles ’65:
  - Die Monoversion des Albums enthält eine andere Abmischung des Liedes I’ll Be Back. Die Monoversion von She’s a Woman wurde gekürzt und Hall hinzugefügt, bei I Feel Fine wurde ebenfalls Hall verwendet. Die übrigen Lieder haben die britischen Monoversionen.
- The Early Beatles:
  - Die Monoversion ist die heruntergemischte britische Stereoversion. Die Lieder Love Me Do und P.S. I Love You sind originalen britischen Monoabmischungen.

Für die 2024er 180-Gramm-Vinyl-Schallplatten wurden von Kevin Reeves in den East Iris Studios in Nashville, USA unter Verwendung eines analogen Signalwegs und unter Bezugnahme auf die ersten Pressungen der Originalalben neue Matrizen geschnitten, die von den originalen Capitol-Mono-Masterbändern stammen. Sie wurden mit einem Studer A80 Master-Recorder mit analogen Vorhör- und Programmpfaden und einer Neumann VMS70 Schneidemaschine hergestellt, die 1971 in den Capitol Studios installiert wurde. Diese rein analoge Schnitttechnik soll die originalgetreue Wiedergabe des gesamten musikalischen Spektrums und der Dynamik, die auf den Originalbändern vorhanden sind, ermöglichen.
Für die Cover und Innencover wurden originalgetreu reproduzierten Artworks und Essays des amerikanischen Beatles-Autors Bruce Spizer verwendet. Das Design der Box stammt von Darren Evans.
Alle Schallplatten in der Box wurden im November 2024 auch separat erhältlich, mit Ausnahme von The Beatles’ Story.

## Chartplatzierungen
Die Verkäufe von 1964 US Albums in Mono wurden in Deutschland dem 2009er Boxset The Beatles in Mono hinzuaddiert, das so erstmals im November 2024 die Charts auf Rang 13 erreichte. Die limitierten Boxen The Beatles in Mono wurden seit 2009 (CD-Box) und seit 2014 (LP-Box) nicht wieder aufgelegt. (Stand Dezember 2024)

## Titellisten
Meet the Beatles!
| Nummer | Lied                            | Autor            | Leadgesang                     | Länge |
| ------ | ------------------------------- | ---------------- | ------------------------------ | ----- |
| 01     | I Want to Hold Your Hand (Mono) | Lennon/McCartney | Lennon und McCartney           | 2:27  |
| 02     | I Saw Her Standing There (Mono) | Lennon/McCartney | Paul McCartney                 | 2:54  |
| 03     | This Boy (Mono)                 | Lennon/McCartney | Lennon, McCartney und Harrison | 2:15  |
| 04     | It Won’t Be Long (Mono)         | Lennon/McCartney | Lennon                         | 2:13  |
| 05     | All I’ve Got to Do (Mono)       | Lennon/McCartney | Lennon                         | 2:04  |
| 06     | All My Loving (Mono)            | Lennon/McCartney | McCartney                      | 2:08  |
| 07     | Don’t Bother Me (Mono)          | Harrison         | Harrison                       | 2:29  |
| 08     | Little Child (Mono)             | Lennon/McCartney | Lennon                         | 1:48  |
| 09     | Till There Was You (Mono)       | Meredith Willson | McCartney                      | 2:15  |
| 10     | Hold Me Tight (Mono)            | Lennon/McCartney | McCartney                      | 2:33  |
| 11     | I Wanna Be Your Man (Mono)      | Lennon/McCartney | Starr                          | 1:58  |
| 12     | Not a Second Time (Mono)        | Lennon/McCartney | Lennon                         | 2:10  |

The Beatles’ Second Album
| Nummer | Lied                               | Autor                                               | Leadgesang           | Länge |
| ------ | ---------------------------------- | --------------------------------------------------- | -------------------- | ----- |
| 01     | Roll Over Beethoven (Mono)         | Chuck Berry                                         | Harrison             | 2:47  |
| 02     | Thank You Girl (Mono)              | Lennon/McCartney                                    | Lennon und McCartney | 2:04  |
| 03     | You Really Got a Hold on Me (Mono) | Smokey Robinson                                     | Lennon               | 3:04  |
| 04     | Devil in Her Heart (Mono)          | Richard P. Drapkin                                  | Harrison             | 2:28  |
| 05     | Money (That’s What I Want) (Mono)  | Janie Bradford/Berry Gordy                          | Lennon               | 2:53  |
| 06     | You Can’t Do That (Mono)           | Lennon/McCartney                                    | Lennon               | 2:39  |
| 07     | Long Tall Sally (Mono)             | Enotris Johnson, Robert Blackwell, Richard Penniman | McCartney            | 2:06  |
| 08     | I Call Your Name (Mono)            | Lennon/McCartney                                    | Lennon               | 2:14  |
| 09     | Please Mr. Postman (Mono)          | Garrett/Dobbins/ Brian Holland/ Gorman/Bateman      | Lennon               | 2:37  |
| 10     | I’ll Get You (Mono)                | Lennon/McCartney                                    | Lennon               | 2:09  |
| 11     | She Loves You (Mono)               | Lennon/McCartney                                    | Lennon und McCartney | 2:25  |

A Hard Day’s Night (Soundtrack)
| Nummer | Lied                                             | Autor            | Interpret                     | Länge |
| ------ | ------------------------------------------------ | ---------------- | ----------------------------- | ----- |
| 01     | A Hard Day’s Night (Mono)                        | Lennon/McCartney | The Beatles                   | 2:33  |
| 02     | Tell Me Why (Mono)                               | Lennon/McCartney | The Beatles                   | 2:11  |
| 03     | I’ll Cry Instead (Mono)                          | Lennon/McCartney | The Beatles                   | 2:08  |
| 04     | I Should Have Known Better (Instrumental) (Mono) | Lennon/McCartney | George Martin & his Orchestra | 2:20  |
| 05     | I’m Happy Just to Dance with You (Mono)          | Lennon/McCartney | The Beatles                   | 1:59  |
| 06     | And I Love Her (Instrumental) (Mono)             | Lennon/McCartney | George Martin & his Orchestra | 3:49  |
| 07     | I Should Have Known Better (Mono)                | Lennon/McCartney | The Beatles                   | 2:46  |
| 08     | If I Fell (Mono)                                 | Lennon/McCartney | The Beatles                   | 2:22  |
| 09     | And I Love Her (Mono)                            | Lennon/McCartney | The Beatles                   | 2:34  |
| 10     | Ringo’s Theme (This Boy) (Instrumental) (Mono)   | Lennon/McCartney | George Martin & his Orchestra | 3:14  |
| 11     | Can’t Buy Me Love (Mono)                         | Lennon/McCartney | The Beatles                   | 2:15  |
| 12     | A Hard Day’s Night (Instrumental) (Mono)         | Lennon/McCartney | George Martin & his Orchestra | 2:12  |

Something New
| Nummer | Lied                                    | Autor            | Leadgesang           | Länge |
| ------ | --------------------------------------- | ---------------- | -------------------- | ----- |
| 01     | I’ll Cry Instead (Mono)                 | Lennon/McCartney | Lennon               | 2:08  |
| 02     | Things We Said Today (Mono)             | Lennon/McCartney | McCartney            | 2:38  |
| 03     | Any Time at All (Mono)                  | Lennon/McCartney | Lennon               | 2:13  |
| 04     | When I Get Home (Mono)                  | Lennon/McCartney | Lennon               | 2:18  |
| 05     | Slow Down (Mono)                        | Larry Williams   | Lennon               | 2:57  |
| 06     | Matchbox (Mono)                         | Carl Perkins     | Starr                | 1:59  |
| 07     | Tell Me Why (Mono)                      | Lennon/McCartney | Lennon               | 2:09  |
| 08     | And I Love Her (Mono)                   | Lennon/McCartney | McCartney            | 2:31  |
| 09     | I’m Happy Just to Dance with You (Mono) | Lennon/McCartney | Harrison             | 1:59  |
| 10     | If I Fell (Mono)                        | Lennon/McCartney | Lennon und McCartney | 2:22  |
| 11     | Komm, gib mir deine Hand (Mono)         | Lennon/McCartney | Lennon und McCartney | 2:29  |

The Beatles’ Story
1. On Stage with the Beatles – 1:03
2. How Beatlemania Began – 1:20
3. Beatlemania in Action – 1:25
4. Man Behind the Beatles – Brian Epstein – 2:47
5. John Lennon – 5:50
6. Who’s a Millionaire? – 0:39
7. Beatles Will Be Beatles – 7:28
8. Man Behind the Music – George Martin – 1:04
9. George Harrison – 4:46
10. A Hard Day’s Night – Their First Movie – 3:08
11. Paul McCartney – 2:45
12. Sneaky Haircuts and More About Paul – 3:29
13. The Beatles Look at Life – 2:05
14. ‘Victims’ of Beatlemania – 1:10
15. Beatles Medley – 3:58
  1. Things We Said Today
  2. I’m Happy Just to Dance with You
  3. Little Child
  4. Long Tall Sally
  5. She Loves You
16. Ringo Starr – 6:24
17. Liverpool and All the World! – 1:05

Beatles ’65
| Nummer | Lied                                    | Autor            | Leadgesang           | Länge |
| ------ | --------------------------------------- | ---------------- | -------------------- | ----- |
| 01     | No Reply (Mono)                         | Lennon/McCartney | Lennon               | 2:17  |
| 02     | I’m a Loser (Mono)                      | Lennon/McCartney | Lennon               | 2:31  |
| 03     | Baby’s in Black (Mono)                  | Lennon/McCartney | Lennon und McCartney | 2:07  |
| 04     | Rock and Roll Music (Mono)              | Chuck Berry      | Lennon               | 2:34  |
| 05     | I’ll Follow the Sun (Mono)              | Lennon/McCartney | McCartney            | 1:50  |
| 06     | Mr. Moonlight (Mono)                    | Johnson          | Lennon               | 2:36  |
| 07     | Honey Don’t (Mono)                      | Carl Perkins     | Starr                | 2:59  |
| 08     | I’ll Be Back (Mono)                     | Lennon/McCartney | Lennon               | 2:24  |
| 09     | She’s a Woman (Mono)                    | Lennon/McCartney | McCartney            | 3:00  |
| 10     | I Feel Fine (Mono)                      | Lennon/McCartney | Lennon               | 2:22  |
| 11     | Everybody’s Trying to Be My Baby (Mono) | Carl Perkins     | Harrison             | 2:30  |

The Early Beatles
| Nummer | Lied                                | Autor                    | Leadgesang           | Länge |
| ------ | ----------------------------------- | ------------------------ | -------------------- | ----- |
| 01     | Love Me Do (Mono)                   | McCartney/Lennon         | Lennon und McCartney | 2:22  |
| 02     | Twist and Shout (Mono)              | Medley/Russell           | Lennon               | 2:36  |
| 03     | Anna (Go to Him) (Mono)             | Arthur Alexander         | Lennon               | 2:57  |
| 04     | Chains (Mono)                       | Gerry Goffin/Carole King | Harrison             | 2:26  |
| 05     | Boys (Mono)                         | Dixon/Farrell            | Starr                | 2:27  |
| 06     | Ask Me Why (Mono)                   | McCartney/Lennon         | Lennon               | 2:27  |
| 07     | Please Please Me (Mono)             | McCartney/Lennon         | Lennon               | 2:03  |
| 08     | P.S. I Love You (Mono)              | McCartney/Lennon         | McCartney            | 2:05  |
| 09     | Baby It’s You (Mono)                | David/Bacharach/Williams | Lennon               | 2:41  |
| 10     | A Taste of Honey (Mono)             | Ric Marlow/Bobby Scott   | McCartney            | 2:05  |
| 11     | Do You Want to Know a Secret (Mono) | McCartney/Lennon         | Harrison             | 2:00  |